# Bezirk Zsablya

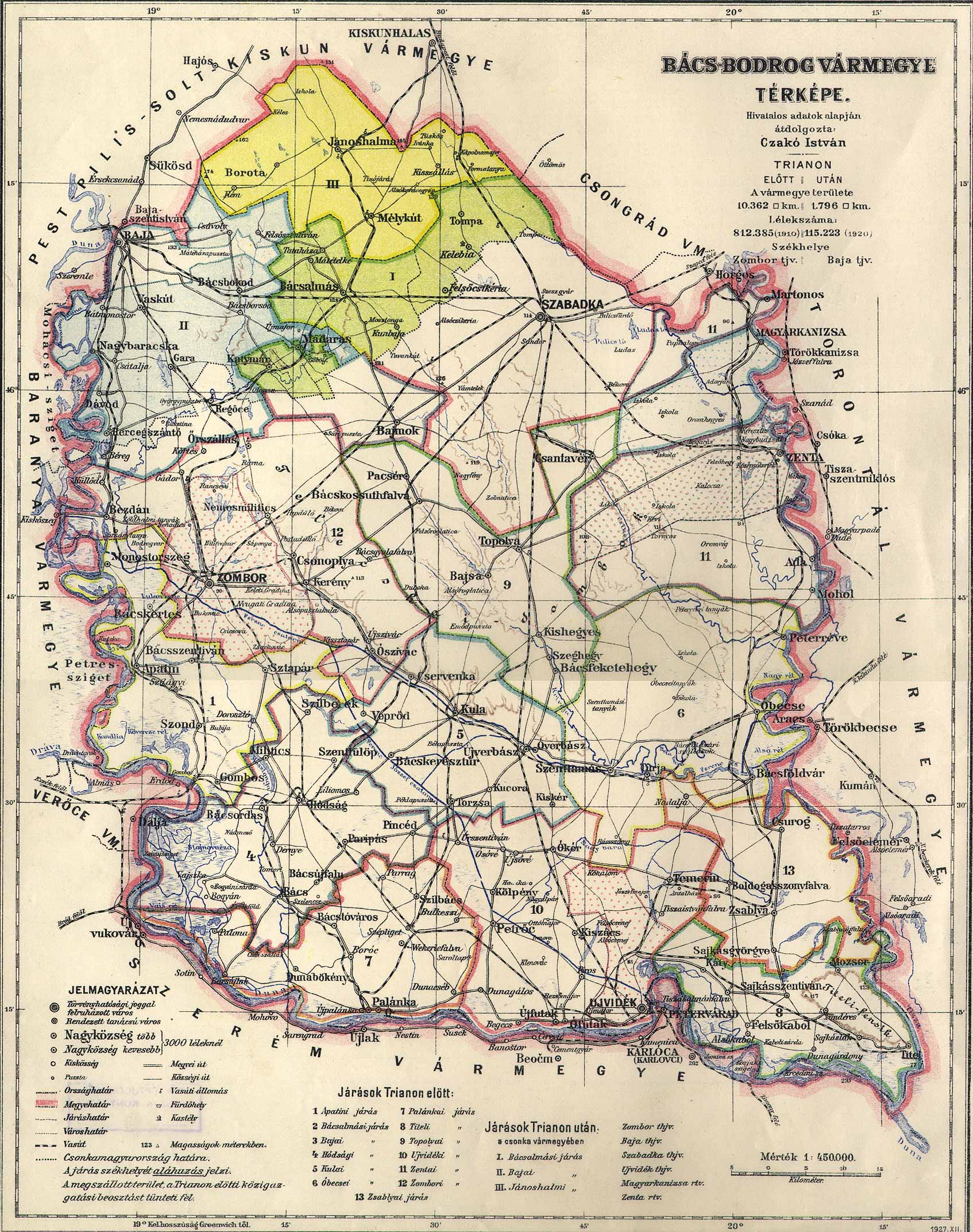
Bezirk Zsablya im Südosten (orange umrandet, mit der Ziffer 13) im Komitat Bács-Bodrog

Der Bezirk Zsablya (auch Stuhlbezirk Zsablya, ungarisch Zsablyai járás) war eine ungarische Verwaltungseinheit im Komitat Bács-Bodrog. Der Bezirk Zsablya lag im südöstlichen Teil des Komitats. Im Norden grenzte er an den Bezirk Óbecse, im Westen an den Bezirk Újvidék und im Süden an den Bezirk Titel. Im Osten bildete der Fluss Theiß die Grenze zum Komitat Torontál. Die Landschaft des Bezirks war eben und im Osten wasserreich. Der Bezirk hatte im Jahr 1913 insgesamt 29.345 Einwohner. Der Verwaltungssitz befand sich in der Großgemeinde Zsablya. Der Bezirk Zsablya wurde nach dem Ersten Weltkrieg bedingt durch den Vertrag von Trianon aufgelöst und die Gemeinden Jugoslawien zugeordnet.

## Übersicht der Orte im Bezirk Zsablya (Stand 1913)
|               | Ortsname           | Einwohnerzahl | Häuser | Fläche (Katastraljoche) |
| Großgemeinden | Boldogasszonyfalva | 3.611         | 730    | 11.984                  |
|               | Csurog             | 10.184        | 1.986  | 22.900                  |
|               | Nádalja            | 2.719         | 560    | 7.996                   |
|               | Sajkásgyörgye      | 4.838         | 918    | 11.921                  |
|               | Zsablya            | 7.993         | 1.717  | 21.717                  |
|               |                    |               |        |                         |
|               | gesamt             | 29.345        | 5.911  | 76.518                  |